# Stenocercus chota
Stenocercus chota är en ödleart som beskrevs av  Torres-carvajal 2000. Stenocercus chota ingår i släktet Stenocercus och familjen Tropiduridae. Inga underarter finns listade i Catalogue of Life.